# Весільна подорож перед весіллям
«Весільна подорож перед весіллям» (інша назва: «Весільна подорож») — радянський художній фільм 1982 року, знятий режисером Іоном Скутельником на кіностудії «Молдова-фільм».

## Сюжет
Санда і Ніку вже рік як одружені, але ретельно приховують це від батьків, які мріяли про галасливе та велике весілля. Комічні ситуації, в які потрапляють герої фільму, прагнучи уникнути традиційних надмірностей, на загальне задоволення закінчуються святом усього села.

## У ролях
- Євгенія Тудорашку — Катінка, мати Ніку
- Анатолій Матешко — Ніку
- Галина Рошка — Санда
- Міхай Курагеу — Антон, батько Ніку
- Вікторія Гімпу — Домніка, мати Санди
- Георгій Пирля — Петру, батько Санди
- І. Базатін — роль другого плану
- Євгенія Ботнару — роль другого плану
- Ніна Доні — роль другого плану
- Нінела Каранфіл — гостя на весіллі
- Костянтин Константинов — сусід
- Сергій Коковкін — роль другого плану
- Марія Кодряну — роль другого плану
- Л. Пислару — роль другого плану
- Іон Скутельник — роль другого плану
- Ф. Скуфінська — роль другого плану
- Іон Стратан — роль другого плану
- Марія Стратан — роль другого плану
- Думітру Фусу — роль другого плану
- Міхай Фусу — роль другого плану

## Знімальна група
- Режисер — Іон Скутельник
- Сценаристи — Міхай Штефан, Анна Родіонова
- Оператор — Вадим Яковлєв
- Композитор — Васіле Гойя
- Художник — Микола Слюсар